# Žofia Hruščáková
Žofia Hruščáková (Košice, 12 gennaio 1995) è una cestista slovacca.

## Carriera
È stata selezionata dalle Phoenix Mercury al secondo giro del Draft WNBA 2015 (24ª scelta assoluta).
Con la Slovacchia ha disputato i Campionati europei del 2015.

## Palmarès
- Campionato italiano: 1
Famila Schio: 2017-18